# Peracàrides
Els peracàrides (Peracarida) són un superordre de crustacis malacostracis que inclou, entre molts d'altres, els populars porquets de Sant Antoni.

## Particularitats
Es distingeixen per posseir només una parella de maxilípeds (rarament 2–3) i de mandíbules amb un accessori articulat entre els molars i els incisius que es coneix amb el nom de lacinia mobilis.

## Ordres
El superordre Peracarida inclou 13 ordres:
- Ordre Amphipoda Latreille, 1816
- Ordre Bochusacea Gutu & Iliffe, 1998
- Ordre Cumacea Krøyer, 1846
- Ordre Ingolfiellida Hansen, 1903
- Ordre Isopoda Latreille, 1817
- Ordre Lophogastrida Sars, 1870
- Ordre Mictacea Bowman et al., 1985
- Ordre Mysida Haworth, 1825
- Ordre Pygocephalomorpha Beurlen, 1930 †
- Ordre Spelaeogriphacea Gordon, 1957
- Ordre Stygiomysida Tchindonova, 1981
- Ordre Tanaidacea Dana, 1849
- Ordre Thermosbaenacea Monod, 1927